# Ruth Kastner
Ruth Kastner (* 28. September 1951 in Hamburg) ist eine deutsche Historikerin, Journalistin und Politikerin (Bündnis 90/Die Grünen). Von 2012 bis 2017 war sie Landesvorsitzende von Bündnis 90/Die Grünen Schleswig-Holstein.

## Biographie
Ruth Kastner studierte nach ihrem Abitur 1971 Germanistik, Geschichte und Pädagogik an der Universität Hamburg, erlangte 1977 das Erste Staatsexamen für das Höhere Lehramt und wurde Assistentin bei Rainer Wohlfeil. 1981 wurde sie mit der Dissertation Geistlicher Rauffhandel. Form und Funktion illustrierter Flugblätter zum Reformationsjubiläum 1617 in ihrem historischen und publizistischen Kontext zur Dr. phil. promoviert. Von 1982 bis 1984 war sie wissenschaftliche Angestellte bei Günter Moltmann und Lehrbeauftragte an der Universität Hamburg.
1984 bis 1987 absolvierte Kastner ein Volontariat bei den Kieler Nachrichten und war dort ab 1986 als Redakteurin tätig. Von 1987 bis 2009 arbeitete sie als Redakteurin beim Hamburger Abendblatt.
Ruth Kastner ist verheiratet und hat eine Tochter.

## Politik
1996 war Ruth Kastner Gründungsmitglied der „Freunde des Instituts für Friedensforschung und Sicherheitspolitik an der Universität Hamburg (IFSH) e.V.“ und langjährige 2. Vorsitzende des Vereins.
2009 trat Kastner Bündnis 90/Die Grünen bei. Sie ist seit Mai 2011 Beisitzerin im Kreisvorstand Stormarn und Mitglied im Landesparteirat.
Bei der Landtagswahl in Schleswig-Holstein 2012 war Kastner Kandidatin auf Platz 13 der Landesliste sowie Direktkandidatin für den Wahlkreis Stormarn-Nord.
Ab Juni 2012 war Ruth Kastner eine von zwei Landesvorsitzenden von Bündnis 90/Die Grünen Schleswig-Holstein. Sie wurde 2013 und 2015 jeweils wiedergewählt. Bei der Wahl im Oktober 2017 kandidierte sie nicht mehr.

## Werke
- Geistlicher Rauffhandel: Form und Funktion der illustrierten Flugblätter zum Reformationsjubiläum 1617 in ihrem historischen und publizistischen Kontext. Frankfurt am Main; Bern: Lang 1982 (Mikrokosmos; Bd. 11) Zugl.: Hamburg, Univ., Diss., 1981 ISBN 3-8204-6252-X
- (Hrsg.) Quellen zur Reformation: 1517–1555. Darmstadt: Wissenschaftliche Buchgesellschaft 1994 (Ausgewählte Quellen zur deutschen Geschichte der Neuzeit; Bd. 16) ISBN 3-534-04832-6